# The Epic (album)
Pour l’article homonyme, voir The Epic.
Albums de Kamasi Washington
Light of the World
(2008) Harmony of Difference
(2017)
The Epic est un album du saxophoniste de jazz Kamasi Washington sorti en 2015.

## Récompenses
| Publication        | Récompenses                              | Année | Classement |
| ------------------ | ---------------------------------------- | ----- | ---------- |
| The Guardian       | Meilleus albums de 2015                  | 2015  | 8          |
| Pitchfork          | Les 50 meilleurs albums de 2015          | 2015  | 10         |
| Pitchfork          | Les 200 meilleurs albums des années 2010 | 2019  | 58         |
| Rough Trade        | Albums de l'année 2015                   | 2015  | 7          |
| Stereogum          | Les 50 meilleurs albums de 2015          | 2015  | 35         |
| The Wire           | Releases of the Year 1–50                | 2015  | 8          |
| The New York Times | Les meilleurs albums de 2015             | 2015  | 1<         |
| Rolling Stone      | Les 10 meilleurs albums des années 2010  | 2019  | 82         |

## Liste des titres
Toutes les chansons sont écrites et composées par Kamasi Washington, sauf mentions.
| Volume 1: The Plan | Volume 1: The Plan  | Volume 1: The Plan | Volume 1: The Plan | Volume 1: The Plan | Volume 1: The Plan | Volume 1: The Plan | Volume 1: The Plan | Volume 1: The Plan | Volume 1: The Plan |
| No                 | Titre               | Durée              |                    |                    |                    |                    |                    |                    |                    |
| ------------------ | ------------------- | ------------------ | ------------------ | ------------------ | ------------------ | ------------------ | ------------------ | ------------------ | ------------------ |
| 1.                 | Change of the Guard | 12:15              |                    |                    |                    |                    |                    |                    |                    |
| 2.                 | Askim               | 12:34              |                    |                    |                    |                    |                    |                    |                    |
| 3.                 | Isabelle            | 12:12              |                    |                    |                    |                    |                    |                    |                    |
| 4.                 | Final Thought       | 6:31               |                    |                    |                    |                    |                    |                    |                    |
| 5.                 | The Next Step       | 14:48              |                    |                    |                    |                    |                    |                    |                    |
| 6.                 | The Rhythm Changes  | 7:45               |                    |                    |                    |                    |                    |                    |                    |
| 66:05              |                     |                    |                    |                    |                    |                    |                    |                    |                    |

| Volume 2: The Glorious Tale | Volume 2: The Glorious Tale | Volume 2: The Glorious Tale | Volume 2: The Glorious Tale | Volume 2: The Glorious Tale | Volume 2: The Glorious Tale | Volume 2: The Glorious Tale | Volume 2: The Glorious Tale | Volume 2: The Glorious Tale | Volume 2: The Glorious Tale |
| No                          | Titre                       | Durée                       |                             |                             |                             |                             |                             |                             |                             |
| --------------------------- | --------------------------- | --------------------------- | --------------------------- | --------------------------- | --------------------------- | --------------------------- | --------------------------- | --------------------------- | --------------------------- |
| 1.                          | Miss Understanding          | 8:46                        |                             |                             |                             |                             |                             |                             |                             |
| 2.                          | Leroy and Lanisha           | 9:24                        |                             |                             |                             |                             |                             |                             |                             |
| 3.                          | Re Run                      | 8:19                        |                             |                             |                             |                             |                             |                             |                             |
| 4.                          | Seven Prayers               | 7:35                        |                             |                             |                             |                             |                             |                             |                             |
| 5.                          | Henrietta Our Hero          | 7:13                        |                             |                             |                             |                             |                             |                             |                             |
| 6.                          | The Magnificent 7           | 12:48                       |                             |                             |                             |                             |                             |                             |                             |
| 54:05                       |                             |                             |                             |                             |                             |                             |                             |                             |                             |

| Volume 3: The Historic Repetition | Volume 3: The Historic Repetition | Volume 3: The Historic Repetition | Volume 3: The Historic Repetition | Volume 3: The Historic Repetition | Volume 3: The Historic Repetition | Volume 3: The Historic Repetition | Volume 3: The Historic Repetition | Volume 3: The Historic Repetition | Volume 3: The Historic Repetition |
| No                                | Titre                             | Durée                             |                                   |                                   |                                   |                                   |                                   |                                   |                                   |
| --------------------------------- | --------------------------------- | --------------------------------- | --------------------------------- | --------------------------------- | --------------------------------- | --------------------------------- | --------------------------------- | --------------------------------- | --------------------------------- |
| 1.                                | Re Run Home                       | 14:06                             |                                   |                                   |                                   |                                   |                                   |                                   |                                   |
| 2.                                | Cherokee                          | 8:14                              |                                   |                                   |                                   |                                   |                                   |                                   |                                   |
| 3.                                | Clair de Lune                     | 11:07                             |                                   |                                   |                                   |                                   |                                   |                                   |                                   |
| 4.                                | Malcolm's Theme                   | 8:40                              |                                   |                                   |                                   |                                   |                                   |                                   |                                   |
| 5.                                | The Message                       | 11:11                             |                                   |                                   |                                   |                                   |                                   |                                   |                                   |
| 53:18                             |                                   |                                   |                                   |                                   |                                   |                                   |                                   |                                   |                                   |

| Vinyl Triple LP track listing |
| --- |
| Volume 1: The Plan 1. A1. Change of the Guard — 12:16 2. A2. Isabelle — 12:13 3. A3. Final Thought — 6:32 4. B1. The Next Step — 14:49 5. B2. Askim — 12:35 Volume 2: The Glorious Tale 1. A1. The Rhythm Changes — 7:44 2. A2. Leroy and Lanisha — 9:24 3. A3. Re Run — 8:20 4. B1. Miss Understanding — 8:46 5. B2. Henrietta Our Hero — 7:14 6. B3. Seven Prayers — 7:36 7. B4. Cherokee — 8:14 Volume 3: The Historic Repetition 1. A1. The Magnificent 7 — 12:46 2. A2. Re Run Home — 14:06 3. B1. Malcolm's Theme — 8:41 4. B2. Clair de Lune — 11:08 5. B3. The Message — 11:09 |

## Musiciens
- Kamasi Washington – saxophone ténor
- Miles Mosley – contrebasse
- Ronald Bruner Jr. – batterie et percussions
- Tony Austin – batterie et percussions
- Thundercat – basse électrique
- Brandon Coleman – claviers
- Dwight Trible - voix
- Patrice Quinn – voix
- Leon Mobley — percussions
- Cameron Graves – piano
- Ricky Washington — saxophone soprano
- Ryan Porter – trombone
- Igmar Thomas – trompette

## Charts
| Charts (2015)                   | Peak position |
| ------------------------------- | ------------- |
| US Billboard Heatseekers        | 6             |
| US Billboard Independent Albums | 18            |
| US Billboard Jazz Albums        | 3             |